# ストラコニツェ - ヴォラリ線
ストラコニツェ～ヴォラリ線（チェコ語: Železniční trať Strakonice–Volary）は、GW Train Regio社の鉄道線の名称である。路線番号は198。
1893年、帝立王立国有鉄道によりチーチェニツェ～ヴィンペルク間が開業した。1899年から1900年にかけて、残りのヴィンペルク～ヴォラリ間が開業した。

## 運行形態

### 普通
各駅停車で、概ね2時間に1本の運行。ストラコニツェで190号線のプルゼニ方面特急と、ヴォラリで197号線のノヴェー・ウードリー方面普通と接続する。また、区間運転の便も運行されている。
2019年以前はチェコ鉄道による運行で、ヴォラリ - ヴィンペルク間では秋・冬に4時間間隔が空く時間帯もあった。

### 過去の運行系統
- 特急「リフリーク(R)」
「ポシュマヴスキー・リフリーク」号が、2018年夏季の土曜日に限り、プラハ - ストラコニツェ - ヴォラリ間に一日1往復運行していた。ストラコニツェ以北は203号線に直通する。198号線内は、途中、ヴォリニェ、チキニェ、ヴィンペルク、リプカ、クボヴァ・フチ、ザートニ・ボウビーン、レノラ、ソウマルスキー・モストに停車していた。

### 臨時列車
「ＳＬでシュマヴァの夏」と称し、夏季の金曜・土曜に限り、クボヴァ・フチ - ヴォラリ間に一日1往復運行する。蒸気機関車で運行。途中、レノラ駅とソウマルスキー・モストに停車する。

## 駅一覧
以下では、チェコ国鉄198号線の駅と営業キロ、停車列車、接続路線などを一覧表で示す。なお、定期列車は全て各駅停車である。
| 路線名 | 駅名                                             | 駅間営業キロ | 累計営業キロ | 接続路線                                                                                    | 所在地       | 所在地           |
| ------ | ------------------------------------------------ | ------------ | ------------ | ------------------------------------------------------------------------------------------- | ------------ | ---------------- |
| 198    | ストラコニツェ駅                                 | -            | 0.0          | 190号線（ターボル/ブヂェヨヴィツェ方面） 191号線（プルゼニ方面）、203号線（ブラトナー方面） | 南ボヘミア州 | ストラコニツェ郡 |
| 198    | ラドショヴィツェ駅                               | 3.3          | 3.3          |                                                                                             | 南ボヘミア州 | ストラコニツェ郡 |
| 198    | プルジェドニー・ズボロヴィツェ駅                 | 1.9          | 5.2          |                                                                                             | 南ボヘミア州 | ストラコニツェ郡 |
| 198    | ストルンコヴィツェ・ナド・ヴォリニコウ・オベツ駅 | 1.8          | 7.0          |                                                                                             | 南ボヘミア州 | ストラコニツェ郡 |
| 198    | ホシチツェ・ウ・ヴォリニェ駅                     | 2.0          | 9.0          |                                                                                             | 南ボヘミア州 | ストラコニツェ郡 |
| 198    | ヴォリニェ駅                                     | 2.0          | 11.0         |                                                                                             | 南ボヘミア州 | ストラコニツェ郡 |
| 198    | ニショヴィツェ駅                                 | 2.5          | 13.5         |                                                                                             | 南ボヘミア州 | ストラコニツェ郡 |
| 198    | マレニツェ・ナド・ヴォリニコウ駅                 | 4.4          | 17.9         |                                                                                             | 南ボヘミア州 | ストラコニツェ郡 |
| 198    | ルチョヴィツェ駅                                 | 2.3          | 20.2         |                                                                                             | 南ボヘミア州 | ストラコニツェ郡 |
| 198    | チキニェ駅                                       | 2.9          | 23.1         |                                                                                             | 南ボヘミア州 | プラハチツェ郡   |
| 198    | ボフミリツェ・ヴ・チェハーフ停留所               | 2.6          | 25.7         |                                                                                             | 南ボヘミア州 | プラハチツェ郡   |
| 198    | ボフミリツェ・ヴ・チェハーフ駅                   | 1.4          | 27.1         |                                                                                             | 南ボヘミア州 | プラハチツェ郡   |
| 198    | ヴィンペルク駅                                   | 5.3          | 32.4         |                                                                                             | 南ボヘミア州 | プラハチツェ郡   |
| 198    | ヴィンペルク停留所                               | 2.9          | 35.4         |                                                                                             | 南ボヘミア州 | プラハチツェ郡   |
| 198    | リプカ駅                                         | 7.5          | 42.9         |                                                                                             | 南ボヘミア州 | プラハチツェ郡   |
| 198    | クボヴァ・フチ駅                                 | 5.6          | 48.5         |                                                                                             | 南ボヘミア州 | プラハチツェ郡   |
| 198    | ホルニー・ヴルタヴィツェ駅                       | 2.6          | 51.1         |                                                                                             | 南ボヘミア州 | プラハチツェ郡   |
| 198    | ザートニ停留所                                   | 2.9          | 54.0         |                                                                                             | 南ボヘミア州 | プラハチツェ郡   |
| 198    | ザートニ駅                                       | 3.5          | 57.5         |                                                                                             | 南ボヘミア州 | プラハチツェ郡   |
| 198    | レノラ駅                                         | 3.6          | 61.1         |                                                                                             | 南ボヘミア州 | プラハチツェ郡   |
| 198    | レノラ停留所                                     | 0.7          | 61.8         |                                                                                             | 南ボヘミア州 | プラハチツェ郡   |
| 198    | ソウマルスキー・モスト駅                         | 3.4          | 65.2         |                                                                                             | 南ボヘミア州 | プラハチツェ郡   |
| 198    | ヴォラリ駅                                       | 5.6          | 70.8         | 197号線                                                                                     | 南ボヘミア州 | プラハチツェ郡   |